# HD 167096
HD 167096，又名CD-4412456，SAO 228851、HR 6818，是一颗恒星，视星等为5.46，位于銀經349.47，銀緯-12.67，其B1900.0坐标为赤經18h 8m 34.7s，赤緯-44° -12.67′ 12″。